# Zeotrop
Zeotrop (mieszanina zeotropowa) – taki układ ciecz–para, w którym skład ciekłej mieszaniny (roztworu) dwóch lub więcej związków chemicznych jest zawsze inny niż skład pary nasyconej, powstającej z tej cieczy. Na wykresach fazowych prężność pary–skład (izotermy) i temperatura–skład (izobary), ilustrujących warunki równowagi termodynamicznej, nie występują punkty ekstremalne, charakterystyczne dla azeotropów dodatnich i ujemnych. Jest to konsekwencją występowania niewielkich odchyleń od prawa Raoulta, dotyczącego roztworów doskonałych. 
Wśród układów zeotropowych wyróżnia się:
- homozeotropy  
  - z nieograniczoną mieszalnością w fazie ciekłej
  - z ograniczoną mieszalnością w fazie ciekłej, w których obszar współistnienia faz ciekłych nie łączy się z obszarem współistnienia cieczy i pary
- heterozeotropy, w których obszar współistnienia faz ciekłych łączy się z obszarem współistnienia cieczy i pary

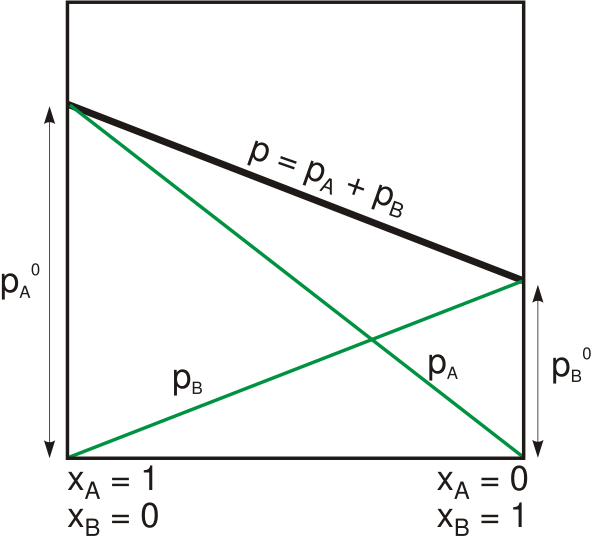
Prężność par A i B nad roztworem doskonałym
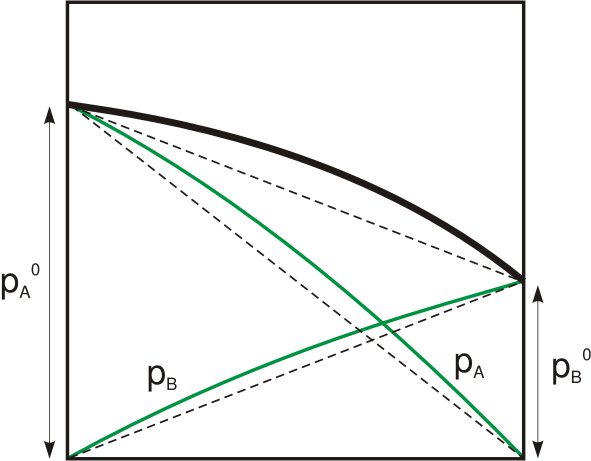
Niewielkie dodatnie odchylenia od prawa Raoulta
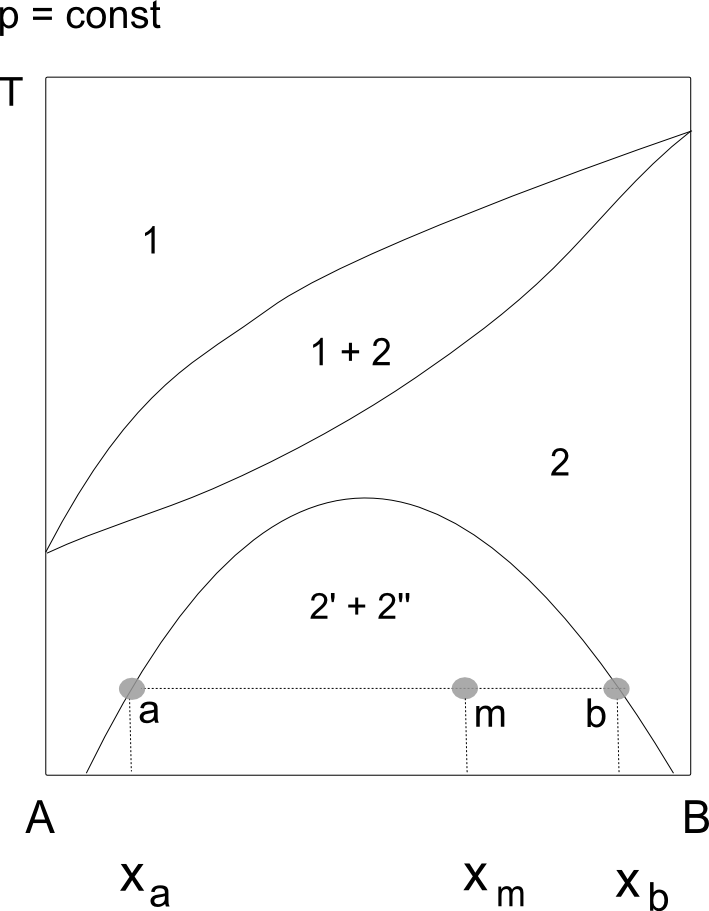
Zeotrop (homozeotrop) A–B oraz obszar współistnienia dwóch cieczy 1 – para, 2 – ciecz, 2' i 2" – roztwory graniczne (ilości współistniejących faz określa reguła dźwigni)
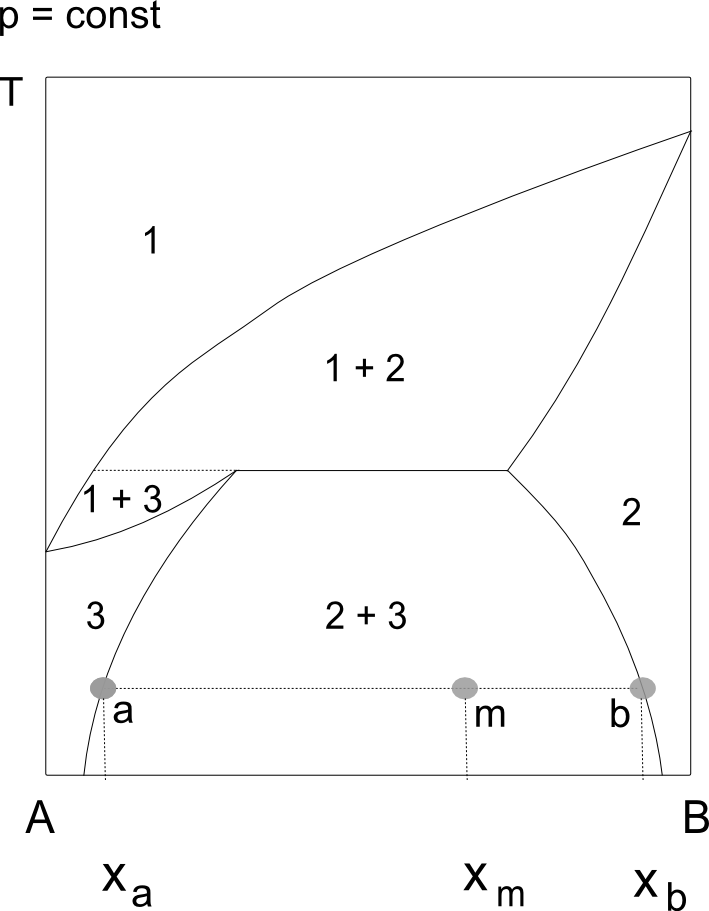
Heterozeotrop A–B Układ z temperaturą równowagi trzech faz: pary (1) i dwóch cieczy (2 i 3)